# Signe Molde
Signe Molde-Amelung (født 2. juni 1977) er en dansk tv-vært, mest kendt fra Det Nye Talkshow på DR1 og Quizzen med Signe Molde.

## Karriere
Signe var vært i X Factor i 2013, hvor hun erstattede Lise Rønne.
Hun har tidligere været vært på forskellige programmer på TV 2 Zulu, bl.a. Sara & Signe og Zulu Late Night Live.
Som vært på Quizzen med Signe Molde har adskillige højtprofilerede politikere deltaget, herunder tidligere danske statsministre Mette Frederiksen, Helle Thorning-Schmidt og Lars Løkke Rasmussen, som hun også er kendt for at trolle. Programmet er blevet kaldt Danmarks svar på The Daily Show.
Hun har også været vært på fem sæsoner af Signe Molde på udebane, en dokumentar-satire-hybrid, hvor ukendte og ofte kontroversielle grupper og subkulturer i hele Danmark behandles.
I forbindelse med sit arbejde på Det Nye Talkshow modtog Signe Molde-Amelung en bøde på 10.000 kroner og en anmærkning på straffeattesten, efter at hun ved en reception på den nye politistation i Nykøbing Sjælland den 8. marts 2011 hev en økse, en peberspray og adskillige knive op af sin håndtaske.
Politiet sigtede hende  for overtrædelse af våbenloven og udstedte  efterfølgende et bødeforlæg, som blev betalt i oktober 2011. Også studievært Anders Lund Madsen og redaktionschef Ole Rahbek fik bøder på henholdsvis 10.000 og 12.000 kroner.
I maj 2025 udgav Signe en bog, 'Husk du er klogere i morgen', som indeholder 27 gode råd, baseret på hendes egne op- og nedture, og hvordan man kommer på benene igen, hvis man snubler i ny og næ.

## Privat
Privat er hun gift med Peter Molde-Amelung.